# Antonia Ellis
Antonia Marie Ellis (Newport, 30 aprile 1944) è un'attrice, cantante e ballerina inglese attiva in campo teatrale, televisivo e cinematografico.
È nota soprattutto come interprete di musical a Londra e a New York e tra le sue apparizioni più famose si ricordano: Sweet Charity (Londra, 1967), Company (Londra, 1972), Pippin (Broadway, 1973; tour statunitense, 1977), Chicago (Londra, 1979; candidata al Laurence Olivier Award alla migliore attrice in un musical) e Mail (Broadway, 1988).
In seguito ad un incidente in cui è stata investita da una macchina e ha riportato delle lesioni alle gambe ha abbandonato la carriera cinematografica e insieme a suo marito Jerry Colker ha aperto una palestra di educazione fisica.

## Filmografia

### Cinema
- Il complesso del trapianto (Percy), regia di Ralph Thomas (1971)
- Il boy friend (The Boy Friend), regia di Ken Russell (1971)
- La perdizione (Mahler), regia di Ken Russell (1974)
- 10, regia di Blake Edwards (1979)

### Televisione
- UFO - serie TV, 13 episodi (1970-1973)